# Trine Villemann
Trine Villemann (født 24. oktober 1959 i København) er en dansk journalist, forfatter, debattør og foredragsholder, der nok især er kendt for at have beskæftiget sig med det danske kongehus.

## Biblografi
- 1015 København K – et kærligt/kritisk portræt af kongehuset (Ekstra Bladets Forlag 2007, ISBN 978-87-7731-304-2)
- 1015 Copenhagen K – Mary's Dysfunctional In-Law (Andartes Press 2008, ISBN 978-0-9559509-0-2)
- Kongen og dronningen af Grønland (Andartes Press, 2009, ISBN 978-87-993056-0-5)
- Der var engang en dronning (Bogkompagniet, 2012, ISBN 978-87-92294-53-1)